# Monte Fumaiolo
Il monte Fumaiolo (1407 m s.l.m.) è una cima dell'Appennino tosco-romagnolo (Appennino cesenate), situata tra Romagna e Toscana. 
È noto poiché vicino alla sua vetta, a 1268 m s.l.m., è situata la sorgente del fiume Tevere. Il Monte Fumaiolo ospita inoltre le sorgenti del fiume Savio e dei torrenti Para e Alferello. 

## Geografia fisica
Affiancato dai monti Aquilone e Comero, il monte è ricoperto di estese foreste di faggio.

## Storia

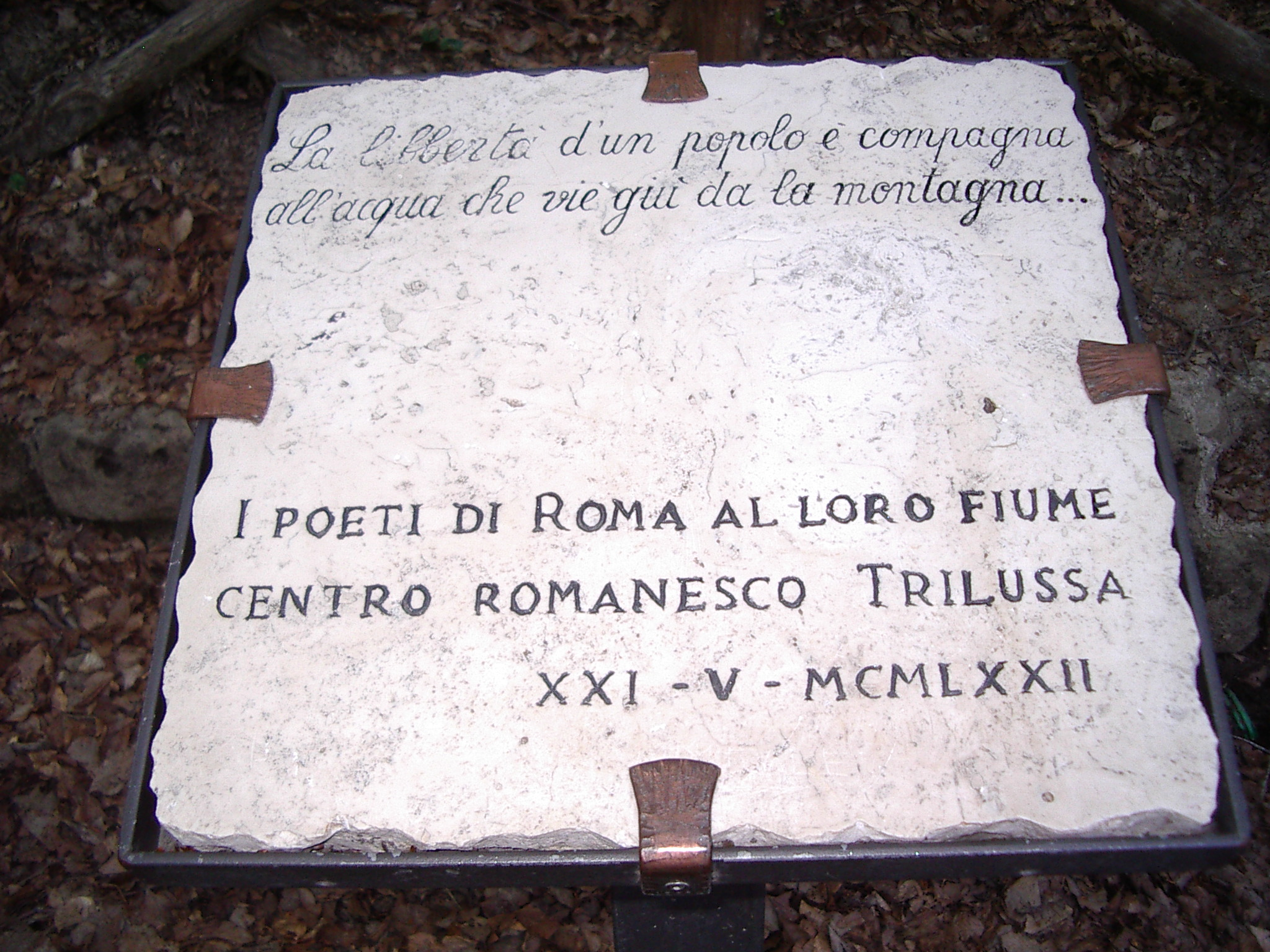
Lapide alla sorgente del Tevere

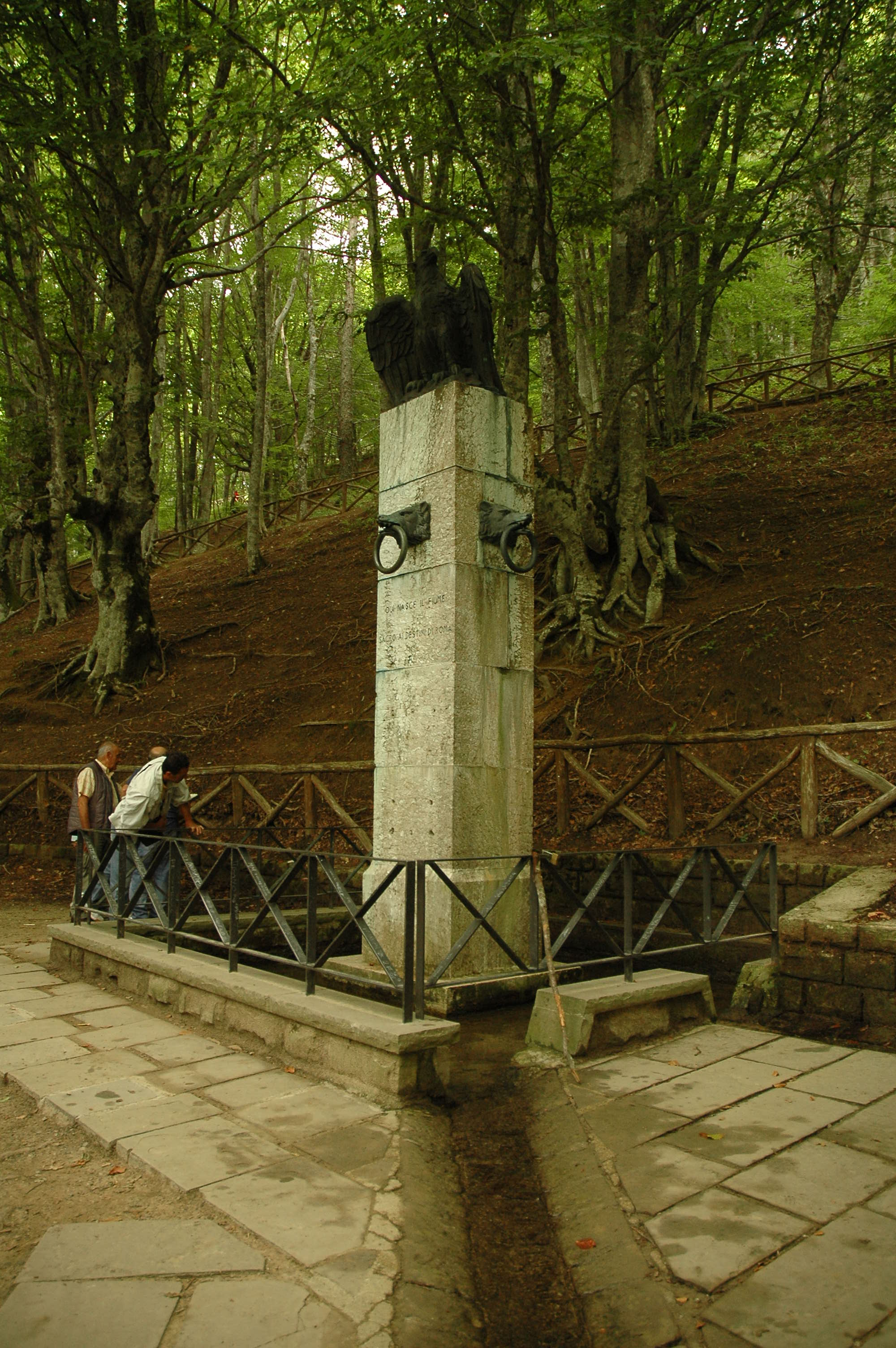
La stele di Monte Fumaiolo che indica la sorgente del Tevere. Vi si legge: «Qui nasce il fiume sacro ai destini di Roma - O. N. D - XV agosto MCMXXXIV. A. XII. E. F.».

Precedentemente all'epoca fascista, il territorio attorno al monte Fumaiolo (che corrisponde all'odierno comune di Verghereto) faceva parte della Toscana. 
Nel 1923 Benito Mussolini, per dare importanza alla propria terra d'origine, decretò una modifica dei confini tra le province di Arezzo e Forlì, includendo in quest'ultima la sorgente del Tevere, "fiume sacro ai destini di Roma". Per sancire l'importanza di tale avvenimento fu organizzata un'imponente manifestazione pubblica e sul luogo dove sorge il Tevere fu inaugurato un monumento marmoreo con i simboli della Roma imperiale: l'aquila e la lupa capitolina. 
Nel paese di Balze di Verghereto fu posta una colonna proveniente dal Foro romano, ad indicare l'inizio della strada che sale verso il monte.